# Pieragen
Pieragen (1938–1945: Nicklashagen, litauisch Pyragiai) ist ein verlassener Ort im Rajon Krasnosnamensk der russischen Oblast Kaliningrad.
Die Ortsstelle befindet sich in einem heute weithin unbewohnten Gebiet inmitten eines Truppenübungsplatzes an dem kleinen Fluss Litowka (dt. Warup, 1938–1945: Siegwasser) unweit südlich der Regionalstraße 27A-012 (ex R509), die in das sechs Kilometer östlich gelegene unbewohnte Kutusowo – ehemals die Stadt Schirwindt – führt. Sieben Kilometer südwestlich liegt der heutige Kasernenort Tretjakowo (Sodargen).

## Geschichte

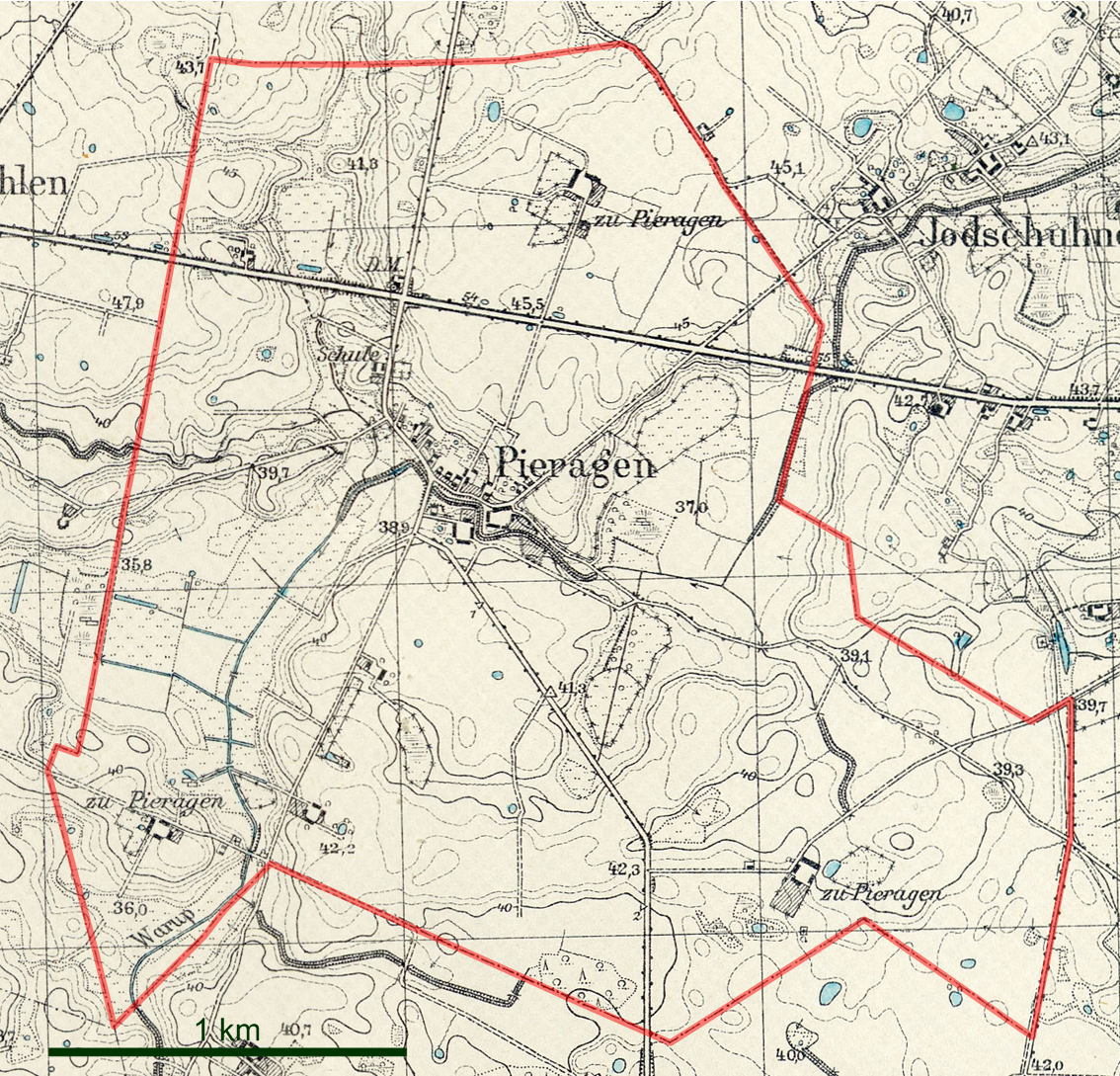
Die Gemeinde Pieragen auf einem Messtischblatt von 1937

Der Ort wurde 1625 erwähnt und zunächst mit Pieraggen bezeichnet. Im 18. Jahrhundert war er ein meliertes Dorf. Die 1856 fertiggestellte Chaussee von der Kreisstadt Pillkallen nach Schirwindt führte unmittelbar am Ort vorbei. Während des 19. Jahrhunderts war zeitweise auch die Schreibweise Pyraggen üblich. 1874 wurde die Landgemeinde Pieraggen Namensträger eines neu gebildeten Amtsbezirks im Kreis Pillkallen. Um 1900 wurde die Schreibweise Pieragen üblich, die 1933 auch amtlich festgestellt wurde. 1938 wurde Pieragen in Nicklashagen umbenannt.
1945 kam der Ort in Folge des Zweiten Weltkrieges mit dem nördlichen Ostpreußen zur Sowjetunion. Einen russischen Namen bekam er nicht mehr.

### Einwohnerentwicklung
| Jahr | Einwohner |
| ---- | --------- |
| 1867 | 197       |
| 1871 | 189       |
| 1885 | 192       |
| 1905 | 153       |
| 1910 | 182       |
| 1933 | 137       |
| 1939 | 157       |

### Amtsbezirk Pierag(g)en (Nicklashagen) 1874–1945
Der Amtsbezirk Pieraggen, später Pieragen, wurde 1874 im Kreis Pillkallen eingerichtet. Er bestand zunächst aus 14 Landgemeinden (LG) und drei Gutsbezirken (GB).
| Name                             | Änderungsname von 1938 | Bemerkungen |
| -------------------------------- | ---------------------- | --- |
| Baragehlen (GB)                  |                        | 1928 zur LG Hauptmannsdorf (ex Kaptainischken)                                                                                     |
| Barsden (LG)                     |                        | |
| Daynen (LG)                      | Deinen                 | |
| Groß Kubillehnen (LG)            |                        | seit etwa 1900 im Amtsbezirk Warningken, 1928 zur LG Schillingen                                                                   |
| Jodzuhnen (LG)                   | Jodungen               | 1936 bis 1938: Jodschuhnen |
| Kaptainischken (LG)              | Hauptmannsdorf (1928)  | |
| Kaunohnen (LG)                   | Marderfelde            | |
| Kermuschienen (LG)               | Ladmannsfelde          | |
| Kischen [Ksp Schirwindt] (LG)    | Zweihuben              | |
| Klein Kubillehnen (GB)           |                        | 1928 mit der LG Groß Kubillehnen aus dem Amtsbezirk Warningken und dem GB Schillingen zur LG Schillingen zusammengeschlossen       |
| Petzingken [Ksp Schirwindt] (LG) | Petzingen              | später Ksp Groß Warningken |
| Pieragen (LG)                    | Nicklashagen           | zunächst Pieraggen |
| Schillingen (GB)                 |                        | 1928 mit der LG Groß Kubillehnen aus dem Amtsbezirk Warningken und dem GB Klein Kubillehnen zur LG Schillingen zusammengeschlossen |
| Szimkuhnen (LG)                  | Schwarzenberge         | 1936 bis 1938: Schimkuhnen |
| Urbantatschen (LG)               | Urbanshöhe             | |
| Wöszupchen (LG)                  | Auengrund              | 1936 bis 1938: Wöschupchen |
| Wöszupöhlen (LG)                 | Wöschen                | 1936 bis 1938: Wöschupöhlen |

1935 wurden die Landgemeinden in Gemeinden umbenannt. 1938 oder 1939 wurde der Amtsbezirk in Nicklashagen umbenannt. Im Oktober 1944 umfasste der Amtsbezirk Nicklashagen die 14 Gemeinden Auengrund, Barsden, Deinen, Hauptmannsdorf, Jodungen, Ladmannsfelde, Marderfelde, Nicklashagen, Petzingen, Schillingen, Schwarzenberge, Urbanshöhe, Wöschen und Zweihuben. Die ehemaligen Gemeinden sind alle verlassen.

## Schule
Pieragen/Nicklashagen war Schulort.

## Kirche
Pieragen/Nicklashagen gehörte zum evangelischen Kirchspiel Schirwindt. Für den geringen katholischen Bevölkerungsanteil (1905 waren es elf, davon zehn litauischsprachige) war die katholische Kirche in Bilderweitschen zuständig.